# Ивайло Цветков (журналист)
Вижте пояснителната страница за други личности с името Ивайло Цветков.
Ивайло Цветанов Цветков, известен като Нойзи, е български журналист и публицист.

## Биография
Роден е на 29 февруари 1972 г. в София в семейството на Цветан Цветков. Брат е на манекенката Биляна Цветкова. Завършва НГДЕК „Св. Константин-Кирил Философ“ през 1990 г. В гимназията е част от рокгрупата „Паяците“, а след завършването ѝ – на групите „Рег Долс“, „Аномалия“ и „Вагнер“. Свири на клавишни и китара.
Основател и главен редактор на „Унисон медия“, превърнало се в „Егоист“ (1996–2003).
Главен редактор на най-големите мъжки списания в България – „Плейбой“ (2002, 2010–2013) и „Максим“ (2004–2010), издавани от медийна къща „Атика Ева“, както и на безплатния седмичен бюлетин „Една седмица в София“.
Автор и водещ на предаването „Дискурси“ в телевизия „Европа“.
Член на политическия съвет на партия „Нова република“ (2017). Заради медийното затъмнение над дейността на партията създава в YouTube канала „Нова панорама“, след като Българската национална телевизия отменя участието на Радан Кънев в предаването „Панорама“ с мотива, че според ЦИК „Нова република“ не била парламентарно представена.
През 2021 г. участва в третия сезон на „Маскираният певец“ като гост-участник в ролята на Шотландеца.
От август 2024 г. пише анализи за „Дойче веле“.

## Личен живот
Има дъщеря – Анна.
През 2020 г. медиите съобщават за връзката му с телевизионната водеща Мария Игнатова. През 2021 г. сключват брак.

## Шофиране в нетрезво състояние
Около 2 часа през нощта на 17 ноември 2023 г. Ивайло Цветков е спрян за проверка от полицейски патрул на кръговото на ул. „Околовръстен път“ и бул. „Черни връх“ в София. Цветков не говорел разбираемо и това усъмнило полицаите. Направен му е тест за алкохол с дрегер, който показал концентрация на алкохол в кръвта 2,12 промила. Незабавно е арестуван, а колата му е иззета.
По-късно същия ден е пуснат от прокуратурата срещу парична гаранция 15 000 лева. Колата, шофирана от него, е иззета от МВР. През март 2024 г. Цветков се споразумява с прокуратурата за условна присъда от 10 месеца затвор при изпитателен срок от 3 години; отнета му е и шофьорската книжка.